# Monte Nantai
El monte Nantai (男体山, Nantai-san) literalmente "montaña del cuerpo del hombre", también llamada Futara-san (二荒山) es un estratovolcán en el parque nacional Nikkō en el centro de Honshū, la isla principal de Japón. Tiene una altura de 2.486 m. Un punto de referencia prominente, se puede ver en días despejados desde la costa del Pacífico, a 100 km de distancia. 

## Senderismo
La montaña es popular entre los excursionistas, y el sendero hacia la cumbre comienza a través de una puerta en el Santuario Futarasan Chūgushi (中宮祠). La puerta está abierta entre el 5 de mayo y el 25 de octubre. 
El Monte Nantai es una de las 100 montañas más famosas de Japón. 

## Actividad volcánica
En septiembre de 2008, se pidió a la Agencia Meteorológica de Japón que reclasificara al Monte Nantai como "activo", basándose en el trabajo de Yasuo Ishizaki y sus colegas de la Universidad de Toyama, mostrando evidencia de una erupción hace aproximadamente 7000 años.